# سندی بروندلو
سندی بروندلو (انگلیسی: Sandy Brondello؛ زادهٔ ۲۰ اوت ۱۹۶۸) بازیکن بسکتبال اهل استرالیا است.
وی در مسابقات کشوری و بین‌المللی در مجموع برندهٔ ۲ مدال نقره، ۳ مدال برنز شده‌است.